# Розо
Розо́ (англ. Roseau) — столица Доминики, население — 14 847 человек (2001). Это небольшое компактное городское поселение, окружённое Карибским морем, рекой Розо и покрытой лесом горой Морн Брюс (англ. Morne Bruce).
Находится на западном (подветренном) побережье острова Доминика, сочетает современную и колониальную (французскую) архитектуру.
Город экспортирует лаймы, лаймовый сок, эфирные масла, тропические фрукты и специи.

## Этимология
Город основан французами в XVII века на берегу реки Розо. Название получил от одноимённого гидронима: Розо — «тростниковая» (фр. roseau — «тростник, камыш»).

## География
Крупнейший город Доминики, расположен на юго-западе острова Доминика, в устье реки Розо на побережье Карибского моря. Порт Розо представляет собой открытый рейд.
Центральная часть Розо плотно застроена небольшими домами, между которыми зеленые насаждения или открытые пространства. В городе имеются ботанические сады и сады здания Парламента. Река Розо — одна из крупнейших рек, протекающих по столицам Антильских островов. Город разделён примерно на 80 кварталов, занимающих площадь 30 га.
Розо — национальный автодорожный узел. Международные перевозки осуществляются через морской порт и международный аэропорт Кейнфилд (в одноимённом пригороде столицы).

## История
Хотя европейские суда впервые появились у берегов Доминики уже в XV веке (название острову присвоено Колумбом 4 ноября 1493 года), на протяжении следующего века её населяли только индейцы-карибы. Попытка испанцев колонизировать остров оказалась неудачной — карибы отразили вторжение. В 1642 году французский миссионер Раймон Бретон, посетивший Доминику, описывал поселение карибов Сари (Sari) на месте, где позже возник город Розо.
Город на месте индейского поселения основан французами в XVII веке. Его географическое положение означало, что поселенцы имели доступ к пресной воде и располагали равнинными землями, удобными для ведения сельского хозяйства. В начале XVIII века более пятидесяти французских семей перебрались в новое поселение и занялись лесным промыслом с целью экспорта ценных пород древесины.
Французские поселенцы начали ввоз на Доминику рабов из Западной Африки для работы на кофейных плантациях. К началу XIX века потомки африканских негров составляли большинство населения как Доминики в целом, так и города Розо.
Как и за остров Доминика в целом, за Розо шла борьба между Францией и другой колониальной державой — Великобританией. В 1761 году город был захвачен англичанами. Официально британское господство на Доминике было закреплено условиями Версальского мира 1783 года. Британцы переименовали город в Шарлотт-Таун (в честь тогдашней королевы Великобритании) и в 1768 году перенесли туда столицу Доминики из Портсмута, ранее выполнявшего эту роль. В 1805 году, однако, в ходе военных действий французы полностью сожгли город, который после этого долгое время не развивался, оставаясь в узких исторических границах.
В 1833 году на всей территории Британской империи, включая Доминику, было отменено рабство. В Розо стал избираться законодательный орган Доминики, ставшей единственной колонией, в которой имелось практически автономное управление. В 1951 году наблюдался мощный подъём освободительного движения, центром которого стал Розо, в результате чего было введено всеобщее избирательное право. С 1958 по 1962 год Розо входил в состав Вест-Индской федерации, а с 1967 года был частью «ассоциированного с Великобританией государства».
После провозглашения в 1978 году независимости Доминики город получил статус столицы. В последующие годы Розо вместе со всей страной продвигался по пути демократии.
В 1979 году Розо был практически полностью разрушен ураганом Давид и после этого отстроен заново. В 1995 году город серьёзно пострадал от ураганов Льюис и Мэрилин. Отмена специальной квоты ЕС на поставку бананов из стран Карибского региона в 1997 году стала вторым тяжёлым ударом для экономики столицы, подорвав основную статью экспорта. В настоящее время в Розо активно развивается туристическая инфраструктура.

## Население и экономика
Одна из самых малонаселённых столиц мира. По оценкам демографов, население Розо составляло 16 600 человек в 2006 году и 14 725 человек в 2011 году.
В центре города жилых зданий не много, в основном люди приезжают туда на работу. Старожилы утверждают, что раньше улиц совсем не существовало, было лишь пространство между домами. До сих пор улицы в центре города — это не просто маршруты движения, но это сады, спортплощадки, место проведения митингов и т. д. Ботанические сады активно используются для отдыха населения, в основном детей.
Розо — экономический центр страны. Основа экономики города — сфера услуг: административные и финансовые услуги, образование, здравоохранение, транспорт, культурные организации и туризм. Действуют предприятия по переработке сельскохозяйственной продукции. Через городской порт осуществляется экспорт овощей и тропических фруктов (особое место в экспорте занимают лаймы и лаймовый сок), специй и эфирных масел.

## Культура
Розо — культурный центр Доминики. В 2002 году в городе открыт Государственный колледж Доминики. С 1995 года работает Музей Доминики. Исторический Мемориал Виктории (в прошлом музей) выполняет фунуции публичной библиотеки. Также в Розо располагаются государственная радиостанция и частные телекомпании.
Среди памятников архитектуры Розо — неороманский католический собор Нотр-Дам (около 1800—1916), построенный на месте часовни 1730 года, здание парламента Доминики (1811, восстановлено после урагана 1979 года) и Дом правительства (1840), а также форт Янг (построен в 1720 году, современное название с 1761 года), превращённый в настоящее время в гостиницу. В историческом центре, в том числе в так называемом Французском квартале, сохранилась колониальная застройка. В число туристических достопримечательностей города входят также англиканская церковь Св. Георгия и Мемориал Виктории (1901). Популярностью у туристов пользуются городские пляжи, покрытые чёрным вулканическим песком.
В 8 км к востоку от Розо находится национальный парк Морн-Труа-Питон, известный своей затопленной фумаролой — озером Бойлинг. В 1997 году Морн-Труа-Питон присвоен статус объекта Всемирного наследия ЮНЕСКО. Также в окрестностях города расположены водопад, горячие источники и ботанические сады с богатой коллекцией тропической флоры, в которой представлены и несколько эндемиков.